# Жаныбаева, Маруса
Маруса Жаныбаева (Джаныбаева; 1934, Каргалык, Киргизская ССР — 1978, там же) — чабан колхоза «Кызыл-Жылдыз». Депутат Верховного Совета СССР 6-го созыва (1962—1966). Герой Социалистического Труда, награждена орденом Ленина.

## Биография
Родилась в семье крестьянина в 1934 году в селе Каргалык Киргизской ССР (ныне Тогуз-Тороуский район Джалал-Абадской области Кыргызстана). По национальности — киргизка. Начала свою трудовую деятельность в 1950 году после окончания неполной средней школы в колхозе «Кызыл-Жылдыз» Тогуз-Тороуского района. С 1952 года работала чабаном по выпасу овец. Указом Президиума Верховного Совета СССР от 7 марта 1960 года в ознаменование 50-летия Международного женского дня, за выдающиеся достижения в труде и особо плодотворную общественную деятельность Марусе Жаныбаевой было присвоено звание Героя Социалистического Труда с вручением ордена Ленина и золотой медали «Серп и Молот». В последующие годы Жаныбаевой удалось продолжать демонстрировать высокие показатели в овцеводстве в переименованном колхозе имени Кирова.
Умерла в 1978 году.